# 霍普富爾 (喬治亞州)
霍普富爾（英語：Hopeful）是位於美國喬治亞州米切爾縣的一個非建制地區。該地的面積和人口皆未知。

## 地理
霍普富爾的座標為31°10′09″N 84°23′35″W / 31.16917°N 84.39306°W，而該地的平均海拔高度為47米（即154英尺）。